# 1er régiment de dragons (Autriche-Hongrie)
Pour les articles homonymes, voir 1er régiment.
Le 1er régiment de dragons, connu à partir de 1888 comme 1er régiment de dragons « empereur François », est une unité de l'armée impériale austro-hongroise. Cette unité a été créée en 1768 sous François-Joseph Ier.

## Création et différentes dénominations
- 1768 : 2e régiment de carabiniers (2. Carabinierregiment)[1]
- 1798 : 1er régiment de cuirassiers (Kürassierregiment Nr 1)[1]
- 1867 : 1er régiment de dragons (Dragonerregiment Nr 1)[1]
- 1918 : dissous